# فرنسيس فيشر
فرنسيس فيشر (بالإنجليزية: Francis Marion Bates Fisher)‏ هو لاعب كرة مضرب وسياسي نيوزلندي، ولد في 22 ديسمبر 1877 في ويلينغتون في نيوزيلندا، وتوفي في 1960. انتخب عضو مجلس النواب النيوزيلندي.

## روابط خارجية
- فرنسيس فيشر على موقع رابطة محترفي التنس (الإنجليزية)
- فرنسيس فيشر على موقع الاتحاد الدولي لكرة المضرب (الإنجليزية)
- فرنسيس فيشر على موقع كأس ديفيز (الإنجليزية)